# Década de 80 a.C.
Séculos: (Século II a.C. - Século I a.C. - Século I)
Décadas: 130 a.C. 120 a.C. 110 a.C. 100 a.C. 90 a.C. - 80 a.C. - 70 a.C. 60 a.C. 50 a.C. 40 a.C. 30 a.C.
Anos:
```
89 a.C.
 - 
88 a.C.
 - 
87 a.C.
 - 
86 a.C.
 - 
85 a.C.
 - 
84 a.C.
 - 
83 a.C.
 - 
82 a.C.
 - 
81 a.C.
 - 
80 a.C.
```